# زیردریایی یو-۴۹۲
زیردریایی یو-۴۹۲ (به انگلیسی: German submarine U-492) یک زیردریایی بود که طول آن ۶۷٫۱ متر (۲۲۰ فوت ۲ اینچ) و ارتفاع آن ۱۱٫۷ متر (۳۸ فوت ۵ اینچ) بود. این زیردریایی در سال ۱۹۴۲ ساخته شد.